# مارك أرنولد (ممثل)
مارك أرنولد (بالإنجليزية: Mark Arnold)‏ هو ممثل أمريكي، ولد في 23 مايو 1957 في الولايات المتحدة.

## وصلات خارجية
- مارك أرنولد على موقع IMDb (الإنجليزية)
- مارك أرنولد على موقع قاعدة بيانات الفيلم (الإنجليزية)